# Мова про себе в третій особі
Мова про себе в третій особі (також «іллеїзм», від вказівного займенника лат. ille, «той», більш віддалений від мовця) — самоназва (з використанням граматичних виразів третьої особи. Наприклад, у Шекспіра Юлій Цезар завжди згадує себе в третій особі: «не може Цезар бути несправедливим»

## В літературі

### В античності
В античній літературі існувала традиція, в якій автор (наприклад, Гомер) називав себе у творі по імені. До V століття до н. е. така форма самоназви збереглася переважно в роботах грецьких істориків: Гекатея, Антіоха, Геродота, Фукідіда.
Фахівці наводять багато пояснень використання самоназви в третій особі античними авторами: самовихваляння у Цезаря («Записки про Галльську війну») і Ксенофонта (Ксенофонт навіть намагався приховати своє авторство, щоб звучати більш правдоподібно при описі власних успіхів), демонстрація об'єктивності та наукового стилю у Фукідіда (Іон Хіоський записував свої плітки в першій особі), закріплення свого авторства («Фукідід афінянин описав...»). Успішне використання самоназви в третій особі у Фукідіда і Ксенофонта продемонструвало потенціал прийому для створення у читача відчуття неупередженого оповідання.
У IV столітті до н. е. ритор Ісократ у своїх працях говорить від третьої особи, щоб створити ілюзію, що його поради передаються безпосередньо від вчителя учням. Полібій, слідуючи Фукидиду, говорить про себе в третій особі, щоб заявити про авторство, підкреслити неупередженість і дистанціюватися від себе самого як учасника подій.
Юлій Цезар, на відміну від інших відомих авторів античності, говорив про себе в третій особі і в побуті, так що його вибір в Записках, можливо, відбивав і просто звичку. Йосип Флавій в «Юдейській війні» пише про себе в третій особі, а в автобіографічній «Життя» вживає виключно займенник «я», що можна пояснити наслідуванням Фукидиду в історичному трактаті.

### В сучасній літературі
У наукових роботах вчені іноді називають себе «автор», щоб уникнути використання займенника «я».

## В індуїзмі
У деяких напрямах індуїзму так можуть виражатися святі, містики і просвітлені (такі, наприклад, як Рама Тиртха і Свамі Рамдас); це пов'язано з характерною для східної філософії ідеєю «відмови від его».

## У повсякденному мовленні
Розмова про себе в третій особі характерний для дитячої мови і триває зазвичай до кризи трьох років, коли дитина починає усвідомлювати себе як особистість. Дорослі, розмовляючи з маленькими дітьми, теж вдаються до оборотами типу «Тато сказав, що...» з метою бути краще зрозумілими.
Дорослі в повсякденній мові рідко виражаються таким чином (для американської англійської як приклад зазвичай наводиться Боб Доул: «Коли президент буде готовий розміщувати [систему озброєнь], Боб Доул буде готовий вести бій [за нього] у Сенаті»). 
У буденній свідомості ця риса часто асоціюється з егоцентризмом і нарцисизмом; в той же час, вона може означати і протилежне: самоіронію, схильність дивитися на себе «з боку» і не цілком серйозне ставлення до себе, а також деяку ексцентричність.